# Macranthisiphon
Macranthisiphon Bureau ex K.Schum. es un género monotípico de pequeños árboles perteneciente a la familia de las bignoniáceas. Su única especie, Macranthisiphon longiflorus, es originaria de  Ecuador y Perú.

## Taxonomía
Macranthisiphon longiflorus fue descrita por (Cav.) K.Schum. y publicado en Die Natürlichen Pflanzenfamilien 4(3b): 219. 1894.
Sinonimia
- Bignonia guayaquilensis DC.
- Bignonia longiflora Cav. basónimo
- Pyrostegia longiflora (Cav.) Miers[3]